# ゲオルク・アウグスト大学ゲッティンゲン
ゲオルク・アウグスト大学ゲッティンゲン（ゲオルク・アウグストだいがくゲッティンゲン、英語: Georg August University of Göttingen、公用語表記: Georg-August-Universität Göttingen）は、ドイツニーダーザクセン州ゲッティンゲンに本部を置くドイツの公立大学。1737年創立、1737年大学設置。大学の略称はGAUGあるいはゲッティンゲン大学（ドイツ語Universität Göttingen; 英語University of Göttingen）。

## 沿革
1737年にハノーファー選帝侯ゲオルク・アウグスト（英国王ジョージ2世）によって設立。創設者のゲオルク2世は、ハレ大学を見本とする科学尊重の大学として、この大学を設立した。法学、哲学、数学、物理学において伝統的に実績を有し、特に数学に関しては19世紀の中頃から20世紀の前半にかけて、フェリックス・クラインやダフィット・ヒルベルト、さらにはヘルマン・ミンコフスキーをはじめとする多くの有能な数学者が集まり、世界の研究の中心としての役割を果たした。
その後もヨーロッパにおける学術拠点としての機能を持ち続けたので、第二次世界大戦中はイギリスとドイツはケンブリッジとゲッティンゲンをお互いに爆撃しないという紳士協定を結んでいた。
現在では北ドイツ最大の州であるニーダーザクセン州を代表する大学で、南ドイツの大学がやや保守色が強いのに対して、地理的にもドイツ中央部に位置するためか、進歩色から中道寄りの校風である。1980年代には緑の党の拠点の一つでもあった。

## キャンパス・施設
- 大学設立に先立つ1734年に設立された大学図書館は約350万冊の蔵書を誇り、世界に4冊しか現存していないグーテンベルク聖書、グリム兄弟の草稿、ヒルベルトの書簡など世界的に貴重な資料を保存している。

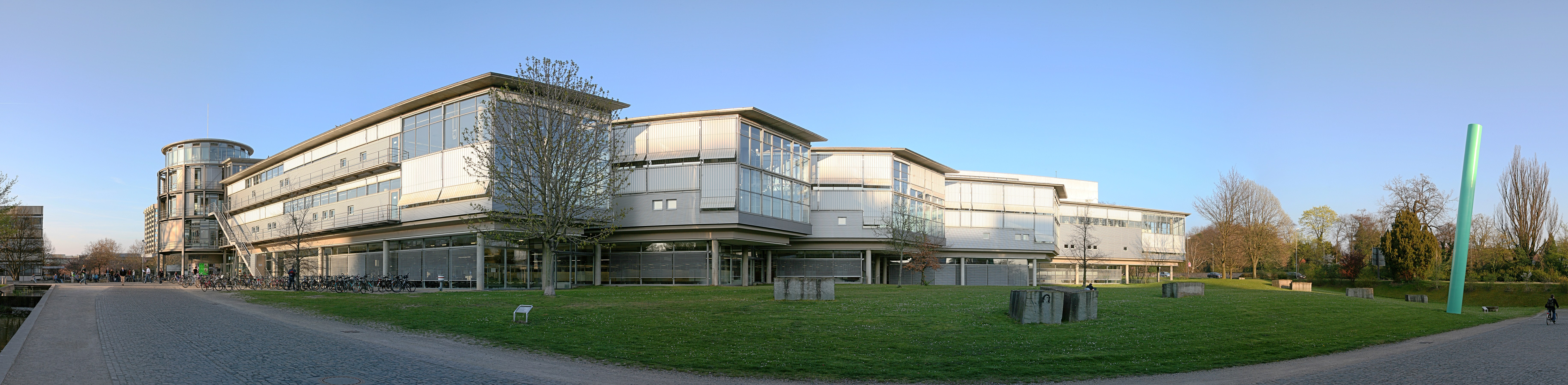
ニーダーザクセン州立兼大学図書館ゲッティンゲン

- 1989年から発行されたドイツ連邦共和国のマルク紙幣第4シリーズの10マルク紙幣の表面には、カール・フリードリヒ・ガウスの肖像画の背景に本大学の校舎が描かれていた。

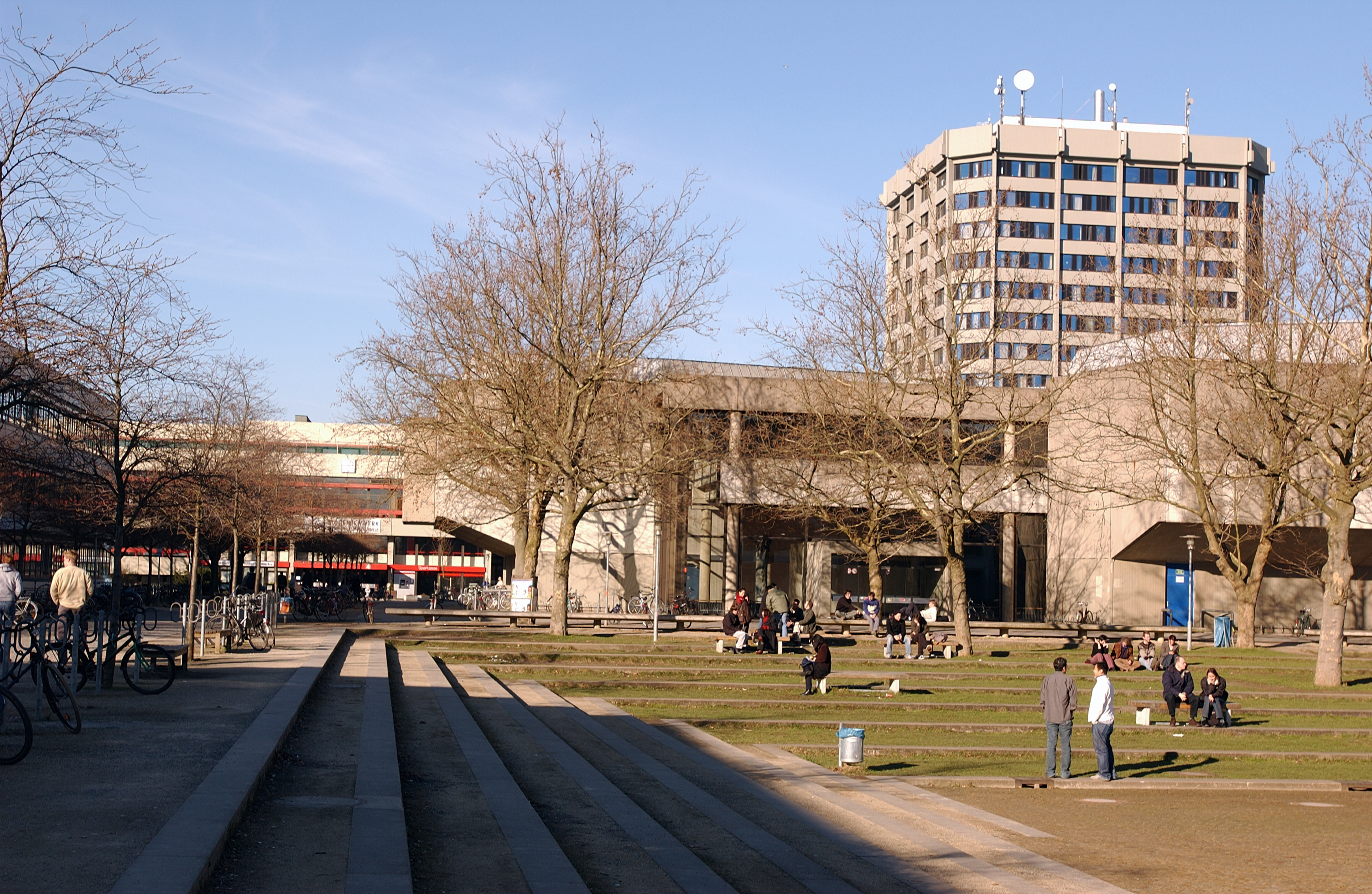
大学内の風景

## 行事・関連事項

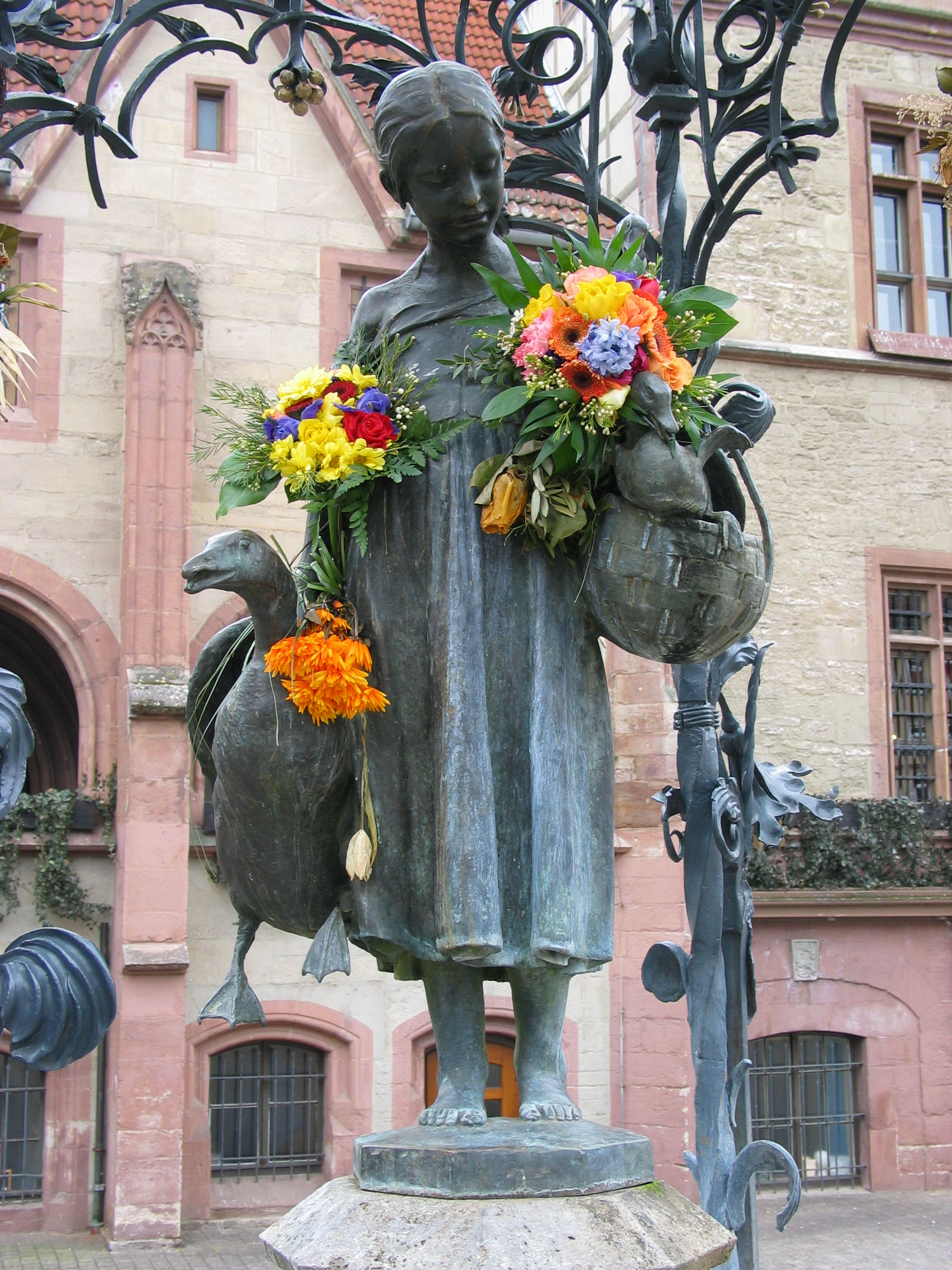
ガチョウ娘リーゼルの像。花は博士号取得者が贈ったもの

本大学で博士号を取得した人物は（男性も女性も）ゲッティンゲン市庁舎前にあるガチョウ娘リーゼルの銅像にキスを贈るという風習がある。この風習は1926年にこれを禁止する条例が制定されたが、現在では伝統的行事として取り締まりは行われていない。2004年の放火事件によりリーゼル像は大きく破損したが、現在は元の姿に戻っている。

## 大学自治とゲッティンゲン七教授事件
1837年にハノーファー王エルンスト・アウグストの政策に異議を唱えた7人の教授が追放ないし免職となった事件は「ゲッティンゲン七教授事件」（ゲッティンガー・ジーベン）として知られ、大学の自治権の歴史の中で特記すべきものである。7人の教授の中にはグリム兄弟や物理学者ヴィルヘルム・ヴェーバーも含まれ、その後、兄弟はベルリン大学に、ヴェーバーはライプツィヒ大学に移ることになる。その後ヴェーバーは1849年に復職した。(後にこれにちなんで、1960年代末アメリカ合衆国の大学でベトナム反戦運動の中でリーダー的存在となったトム・ヘイドン、アビー・ホフマン、ジェリー・ルービンらが「シカゴ・セブン」と呼ばれた。)

## 出身者
現在まで45名のノーベル賞受賞者を輩出している。
上述のヴェーバー、グリム兄弟の他にも、数学ではガウス、ベルンハルト・リーマン、クラインの壺で知られるクライン、ヒルベルト、ゲルハルト・ゲンツェン、ヘルムート・ハッセ、ヘルマン・ワイル、哲学ではエドムント・フッサール、社会学ではヘルムート・プレスナー、物理学ではヴェルナー・ハイゼンベルク、マックス・プランク、法学ではルドルフ・フォン・イェーリング、神学ではカール・バルトといった著名な学者がここで教鞭を執った。
また、ロベルト・コッホやフリードリヒ・フレーベル、アルトゥル・ショーペンハウアー、ハインリヒ・ハイネ、アメリカの物理学者ロバート・オッペンハイマー、アレクサンダー・フォン・フンボルト、ユルゲン・ハーバーマスなどもこの地で学んだ。数学者のクラインが同大学の教授時代、ヒルベルトを招聘したことでも知られる。
ドイツの有力政治家も数多く輩出している。鉄血宰相オットー・フォン・ビスマルク、第7代連邦首相ゲアハルト・シュレーダー、第6代連邦大統領リヒャルト・フォン・ヴァイツゼッカーも本大学で学問を修めた。
日本人では齋藤恭司(数学者)、仁科芳雄(物理学者)、本多光太郎(金属工学者)、高木貞治(数学者)などが在籍していた。
札幌農学校初代教頭ウィリアム・スミス・クラークもここに留学しており、明治時代の日本人留学生はゲッティンゲンに「月沈原」という漢字を当てた。

### 主な出身者、教職員一覧
主な出身者および教鞭を執った人物をアルファベット順に並べる。
A
- オテニオ・アーベル (Othenio Abel) 古生物学者。
- ナルツィス・アハ (Narziß Ach) 心理学者。
- ゴットフリート・アヒェンヴァル (Gottfried Achenwall) 哲学者、歴史学者、法律家。
- ヴィルヘルム・アッカーマン (Wilhelm Ackermann) 数学者。
- ラインハルト・アールリヒス (Reinhart Ahlrichs) 理論化学者。
- フリードリヒ・カール・アンドレアス (Friedrich Carl Andreas) イラン学者。

B
- ジョージ・バンクロフト (George Bancroft) 歴史家、政治家。
- カール・バルト (Karl Barth) 神学者。
- ヴァルター・バウアー (Walter Bauer) 神学者。
- ヨハン・ベックマン (Johann Beckmann) 経済学者、哲学者。
- オッコー・ベーレンツ (Okko Behrends) 法学者。
- フリードリヒ・バイルシュタイン (Friedrich Beilstein) 化学者。
- フリードリヒ・エドゥアルト・ベネケ (Friedrich Eduard Beneke) 心理学者。
- カール・ベルクマン (Carl Bergmann) 解剖学者、生理学者。
- オットー・フォン・ビスマルク (Otto von Bismarck) 政治家。ドイツ帝国首相。
- ヨハン・フリードリヒ・ブルーメンバッハ (Johann Friedrich Blumenbach) 動物学者、人類学者、解剖学者
- ヴィルヘルム・フォン・ボーデ (Wilhelm von Bode) 美術史家。
- ディーター・ボーレン (Dieter Bohlen) 音楽プロデューサー
- オットー・フリードリッヒ・ボルノウ (Otto Friedrich Bollnow) 理論物理学を学び、後に教育哲学者。
- マックス・ボルン (Max Born) 理論物理学者。1954年ノーベル物理学賞受賞者。
- フリードリヒ・ルーデヴィヒ・ボウターヴェック (Friedrich Ludewig Bouterweck) 哲学者、著述家。
- ハインリヒ・ブルクシュ (Heinrich Brugsch) エジプト学者。
- ゴットフリート・アウグスト・ビュルガー (Gottfried August Bürger) 詩人。
- アントン・フリードリヒ・ビュッシング (Anton Friedrich Büsching) 神学者、地理学者。
- アドルフ・ブーテナント (Adolf Butenandt) 生化学者。1939年ノーベル化学賞受賞者。

C
- モーリッツ・カントール (Moritz Cantor) 数学史家。
- コンスタンティン・カラテオドリ (Constantin Carathéodory) 数学者。
- アロンゾ・チャーチ (Alonzo Church) 数学者、論理学者。
- カール・クラウス (Carl Claus) 動物学者、解剖学者。
- アルフレート・クレープシュ (Alfred Clebsch) 数学者。
- リヒャルト・クーラント (Richard Courant) 数学者。
- エルンスト・クルティウス (Ernst Curtius) 考古学者、古代史家。
- 陳雲（Chin Wan）作家、歴史学者。

D
- フリードリヒ・クリストフ・ダールマン (Friedrich Christoph Dahlmann) 歴史学者。
- ピーター・デバイ (Peter Debye) 理論物理学者、化学者。1936年ノーベル化学賞受賞者。
- リヒャルト・デーデキント (Richard Dedekind) 数学者。
- マックス・デルブリュック (Max Delbrück) 生物物理学者。1969年ノーベル生理学・医学賞受賞者。
- ポール・ディラック (Paul Dirac) 理論物理学者。1933年ノーベル物理学賞受賞者。
- ペーター・グスタフ・ディリクレ (Peter Gustav Lejeune Dirichlet) 数学者。
- オスカー・ドルーデ (Oscar Drude) 植物学者。

E
- ゲオルク・エーバース (Georg Ebers) エジプト学者、作家。
- ヴィルヘルム・エープシュタイン (Wilhelm Ebstein) 内科学者。
- ホルスト・エームケ (Horst Paul August Ehmke) 法学者、政治家。連邦法務大臣、連邦研究・技術大臣、連邦郵政・通信大臣
- パウル・エールリヒ (Paul Ehrlich) 細菌学者。1908年ノーベル生理学・医学賞受賞者。
- ヨハン・ゴットフリート・アイヒホルン (Johann Gottfried Eichhorn) 東洋学者、歴史学者。
- カール・フリードリヒ・アイヒホルン (Karl Friedrich Eichhorn) 法学者。
- マンフレート・アイゲン (Manfred Eigen) 生物物理学者。1967年ノーベル化学賞受賞者。
- ハインツ・エレンベルク (Heinz Ellenberg) 生物学者、植物学者。
- ヴォルフ・フォン・エンゲルハルト (Wolf Jürgen von Engelhardt) 鉱物学者。
- ヨハン・クリスティアン・エルクスレーベン (Johann Christian Erxleben) 生物学者。
- ルドルフ・オイケン (Rudolf Christoph Eucken) 哲学者。1908年ノーベル文学賞受賞者。
- ハインリヒ・エーヴァルト (Heinrich Ewald) 東洋学者、神学者。

F
- ウィリアム・フェラー (William Feller) 数学者。
- エンリコ・フェルミ (Enrico Fermi) 物理学者。1938年ノーベル物理学賞受賞者。
- ルドルフ・フィッティヒ (Rudolph Fittig) 化学者。
- エドゥアルト・フレンケル (Eduard Fraenkel) 古文献学者。
- ジェイムズ・フランク (James Franck) 物理学者。1925年ノーベル物理学賞受賞者。
- ヘルマン・フレンケル (Hermann Fränkel) 古文献学者。
- ゴットロープ・フレーゲ (Friedrich Frege) 哲学者、数学者、論理学者。
- ラーツァルス・インマヌエル・フックス (Lazarus Immanuel Fuchs) 数学者。

G
- ジグマール・ガブリエル (Sigmar Gabriel) 社会学者、政治家。ニーダーザクセン州首相、連邦環境・自然保護・原子力安全大臣。
- カール・フリードリヒ・ガウス (Carl Friedrich Gauß) 数学者、天文学者。
- ゲルハルト・ゲンツェン (Gerhard Gentzen) 数学者。
- ヨハン・マティアス・ゲスナー (Johann Matthias Gesner) 教育学者、哲学者。
- カール・ゲルデラー (Carl Friedrich Goerdeler) 反ナチス運動家。
- マリア・ゲッパート＝メイヤー (Maria Göppert-Mayer) 物理学者。1963年ノーベル物理学賞受賞者。
- フリードリヒ・ヴィルヘルム・ゴッター (Friedrich Wilhelm Gotter) 作家。
- ヤーコプ・グリム (Jacob Grimm) 言語学者、文学研究者、童話・民話編集者（グリム兄弟）。
- ヴィルヘルム・グリム (Wilhelm Grimm) 言語学者、文学研究者、童話・民話編集者（グリム兄弟）。
- アウグスト・グリーゼバッハ (August Grisebach) 植物学者。
- ゲオルク・フリードリヒ・グローテフェント (Georg Friedrich Grotefend) 言語学者。古代研究家。

H
- ハール・アルフレッド (Haar Alfréd) 数学者。
- ユルゲン・ハーバーマス (Jürgen Habermas) 社会学者、哲学者。
- オットー・ハーン (Otto Hahn) 化学者。1944年ノーベル化学賞受賞者。
- アルブレヒト・フォン・ハラー (Albrecht von Haller) 解剖学者、外科学者、植物学者
- カール・アウグスト・フォン・ハルデンベルク (Karl August von Hardenberg) プロイセン王国宰相。
- ニコライ・ハルトマン (Nicolai Hartmann) 哲学者。
- ヘルムート・ハッセ (Helmut Hasse) 数学者。
- クラウス・ハッセルマン（Klaus Hasselmann）海洋学者。2021年ノーベル物理学賞受賞。
- ウォルター・ハース (Walter Norman Haworth) 化学者。1937年ノーベル化学賞受賞者。
- ハインリヒ・ハイネ (Heinrich Heine) 詩人、作家。
- ヴェルナー・ハイゼンベルク (Werner Heisenberg) 物理学者。1932年ノーベル物理学賞受賞者。
- カール・ヘンペル (Carl Gustav Hempel) 科学哲学者。
- ゲルハルト・ヘルツベルク (Gerhard Herzberg) 化学者。1971年ノーベル化学賞受賞者。
- クリスティアン・ゴットロープ・ハイネ (Christian Gottlob Heyne) 哲学者、言語学者、考古学者。
- ダーフィト・ヒルベルト (David Hilbert) 数学者。
- ハインツ・ホップ (Heinz Hopf) 数学者。
- フリッツ・ハウターマンス (Fritz Houtermans) 物理学者。
- グスタフ・フォン・フーゴ (Gustav von Hugo) 法律家。
- アレクサンダー・フォン・フンボルト (Alexander von Humboldt) 数学者、物地学者、地理学者。
- ヴィルヘルム・フォン・フンボルト (Wilhelm von Humboldt) 言語学者、政治家。
- フリードリッヒ・フント (Friedrich Hund) 物理学者。
- エトムント・フッサール (Edmund Husserl) 哲学者、数学者。

I
- エルンスト・イージング (Ernst Ising) 数学者。

J
- ルドルフ・フォン・イェーリング (Rudolf von Jhering) 法学者。

K
- アーブラハム・ゴットヘルフ・ケストナー (Abraham Gotthelf Kästner) 数学者。
- カール・フリードリヒ・キールマイヤー (Carl Friedrich Kielmeyer) 生物学者。
- フェリックス・クライン (Felix Klein) 数学者。
- クラウス・クラインフェルト (Klaus Kleinfeld) 実業家。ジーメンスAG代表。
- ロベルト・コッホ (Robert Koch) 細菌学者。1905年ノーベル生理学・医学賞受賞者。
- ヴォルフガング・ケーラー (Wolfgang Köhler) 心理学者。
- フリードリヒ・コールラウシュ (Friedrich Kohlrausch) 物理学者。
- ヘルマン・コルベ (Hermann Kolbe) 化学者。
- カール・コルデヴァイ (Carl Koldewey) 北極探検家。
- ヒンリヒ・ヴィルヘルム・コプフ (Hinrich Wilhelm Kopf) 政治家。ハノーファー州初代首相。
- ハンス・アドルフ・クレープス (Hans Adolf Krebs) 生化学者。1953年ノーベル生理学・医学賞受賞者。
- クリスティアン・グラーフ・フォン・クロッコフ (Christian Graf von Krockow) 政治学者、歴史学者、著述家。
- ヴォルフガング・クルル (Wolfgang Krull) 数学者。
- クリスティーナ・キューンバウム＝シュミット (Kristina Kühnbaum-Schmidt) 北ドイツ福音ルター派教会監督。

L
- エトムント・ランダウ (Edmund Landau) 数学者。
- アーヴィング・ラングミュア (Irving Langmuir) 物理化学者。1932年ノーベル化学賞受賞者。
- カール・ラーレンツ (Karl Larenz) 法学者。
- マックス・フォン・ラウエ (Max von Laue) 物理学者。1914年ノーベル物理学賞受賞者。
- ザビーネ・ロイトホイサー＝シュナレンベルガー (Sabine Leutheusser-Schnarrenberger) 政治家。連邦法務大臣。
- ゲオルク・クリストフ・リヒテンベルク (Georg Christoph Lichtenberg) 物理学者、数学者、天文学者。
- ソーンダース・マックレーン (Saunders Mac Lane) 数学者。
- ベルンハルト・フォン・ランゲンベック (Bernhard von Langenbeck) 外科学者。
- ヘルマン・ロッツェ (Rudolf Hermann Lotze) 哲学者。

M
- トビアス・マイヤー (Tobias Mayer) 数学者、地理学者。
- イリヤ・メチニコフ (Ilya Ilyich Mechnikov) 微生物学者、動物学者。1908年ノーベル生理学・医学賞受賞者。
- ヴィクトル・マイヤー (Viktor Meyer) 化学者。
- アンドレアス・マイヤー＝ラントルート (Andreas Meyer-Landrut) 外交官。
- ゲオルク・ミヒャエリス (Georg Michaelis) 政治家。ドイツ帝国首相。
- ヘルマン・ミンコフスキー (Hermann Minkowski) 数学者。
- 水谷章 (Akira Mizutani) 外交官。
- ジョン・モルガン (John Pierpont Morgan) 投資家、銀行家。
- ヨハン・ローレンツ・フォン・モースハイム (Johann Lorenz von Mosheim) 神学者、教会史家。
- ジョン・ロスロップ・モトリー (John Lothrop Motley) 歴史家、外交官。
- ゲオルク・エリアス・ミュラー (Georg Elias Nathanael Müller) 心理学者。
- ハンフリート・ミュラー (Hanfried Müller)　神学者、組織神学者。
- カール・オトフリート・ミュラー (Karl Otfried Müller) 古文献学者、考古学者。
- アドルフ・ムシュク (Adolf Muschg) 詩人、作家、文学研究家。

N
- エルヴィン・ネーアー (Erwin Neher) 生物物理学者。1991年ノーベル生理学・医学賞受賞者。
- ヴァルター・ネルンスト (Walther Nernst) 物理化学者。1920年ノーベル化学賞受賞者。
- ジョン・フォン・ノイマン (John von Neumann) 数学者。
- エミー・ネーター (Emmy Noether) 数学者。

O
- ハンス・フォン・オハイン (Hans von Ohain) 物理学者（空気力学）。ターボジェットエンジンの開発者。
- ラサ･オッペンハイム (Lassa Francis Lawrence Oppenheim) 法学者。
- ロバート・オッペンハイマー (Robert Oppenheimer) 物理学者。
- フランツ・オーヴァーベック (Franz Overbeck) 教会史家、神学者。

P
- ヴォルフガング・パウリ (Wolfgang Pauli) 物理学者。1945年ノーベル物理学賞受賞者。
- カール・ペータース (Karl Peters) アフリカ探検家。
- ヴィルヘルム・ペッファー (Wilhelm Pfeffer) 植物学者。
- マックス・プランク (Max Planck) 物理学者。1918年ノーベル物理学賞受賞者。
- ヘルムート・プレスナー (Helmuth Plessner) 哲学者、社会学者。
- ルートヴィヒ・プラントル (Ludwig Prandtl) 物理学者。
- フーゴ・プロイス (Hugo Preuß) 法学者。

Q
- ルートヴィッヒ・クヴィデ (Ludwig Quidde) 歴史学者。1927年ノーベル平和賞受賞者。

R
- リヒャルト・ラード (Richard Rado) 数学者。
- ヨハン・ラドン (Johann Radon) 数学者。
- クルト・ライデマイスター (Kurt Reidemeister) 数学者。
- セオドア・リチャーズ (Theodore William Richards) 物理化学者。1914年ノーベル化学賞受賞者。
- ベルンハルト・リーマン (Bernhard Riemann) 数学者。
- リース・フリジェシュ (Riesz Frigyes) 数学者。
- ヴァルター・リッツ (Walter Ritz) 数学者。
- クラウス・ロキシン (Claus Roxin) 法学者。
- カール・ルンゲ (Carl Runge) 数学者。

S
- 齋藤恭司　京都大学数理解析研究所元所長
- ベルト・ザクマン (Bert Sakmann) 細胞生理学者。1991年ノーベル生理学・医学賞受賞者。
- フリードリヒ・カール・フォン・サヴィニー (Friedrich Carl von Savigny) 法学者。
- アウグスト・ルートヴィヒ・フォン・シュレーツァー (August Ludwig von Schlözer) 歴史家、教育者、哲学者、統計学者。
- エツァルト・シュミット＝ヨルツィヒ (Edzard Schmidt-Jortzig) 法学者。
- アルトゥール・モリッツ・シェーンフリース (Arthur Moritz Schoenflies) 数学者。
- ゲアハルト・シュレーダー (Gerhard Schröder) 政治家。ドイツ連邦首相。
- ヨハン・シュレーター (Johann Hieronymus Schroter) 法律家。後に天文学者。
- ヘルマン・アマンドゥス・シュヴァルツ (Hermann Amandus Schwarz) 数学者。
- カール・シュヴァルツシルト (Karl Schwarzschild) 天文学者、天体物理学者。
- アルトゥル・ショーペンハウアー (Arthur Schopenhauer) 哲学者。
- クルト・ゼーテ (Kurt Sethe) エジプト学者。
- カール・ジーゲル (Carl Ludwig Siegel) 数学者。
- アダム・フォン・トロット・ツー・ゾルツ (Adam von Trott zu Solz) 外交官。反ナチス運動家。
- アルノルト・ゾンマーフェルト (Arnold Sommerfeld) 数学者、理論物理学者。
- クリスティアン・シュテーブライン (Christian Stäblein) 福音主義教会監督、実践神学者。
- ハインリヒ・フリードリヒ・フォン・シュタイン (Heinrich Friedrich Karl vom Stein) 政治家。
- オットー・シュテルン (Otto Stern) 物理学者。1943年ノーベル物理学賞受賞者。
- カール・シュトゥンプ (Carl Stumpf) 哲学者、心理学者。
- リタ・ジュスムート (Rita Süssmuth) 政治家。ドイツ連邦議会議長。

T
- グスタフ・タンマン (Gustav Tammann) 無機化学者、物理化学者。
- エドワード・テラー (Edward Teller) 物理学者。
- バッサム・ティビ (Bassam Tibi) 政治学者。
- オットー・テプリッツ (Otto Toeplitz) 数学者。
- ヨハン・ハインリッヒ・フォン・チューネン (Johann Heinrich von Thünen) 農業経済学者。『孤立国』で有名。

W
- バルテル・レーンデルト・ヴァン・デア・ヴェルデン (Bartel Leendert van der Waerden) 数学者。
- ゲオルク・ヴァイツ (Georg Waitz) 法制史学者、中世研究家。
- オットー・ヴァラッハ (Otto Wallach) 化学者。1910年ノーベル化学賞受賞者。
- マックス・ヴェーバー (Max Weber) 社会学者、経済学者。
- ヴィルヘルム・ヴェーバー (Wilhelm Weber) 物理学者。
- アンドレ・ヴェイユ (André Weil) 数学者。
- ユリウス・ヴァイスバッハ (Julius Ludwig Weisbach) 数学者。
- リヒャルト・フォン・ヴァイツゼッカー (Richard von Weizsäcker) 政治家。西ベルリン市長、連邦大統領。
- ユリウス・ヴェルハウゼン (Julius Wellhausen) 神学者、聖書学者、東洋学者、言語学者。
- ヘルマン・ヴァイル (Hermann Weyl) 数学者。
- エミール・ヴィーヘルト (Emil Wiechert) 地球物理学者。
- マクシミリアン・ツー・ヴィート＝ノイヴィート (Maximilian zu Wied-Neuwied) 博物学者。
- ヴィルヘルム・ヴィーン (Wilhelm Wien) 物理学者。1911年ノーベル物理学賞受賞者。
- ノーバート・ウィーナー (Norbert Wiener) 数学者。
- ユージン・ウィグナー (Eugene Paul Wigner) 物理学者。1963年ノーベル物理学賞受賞者。
- ウルリヒ・フォン・ヴィラモーヴィッツ＝メレンドルフ (Ulrich von Wilamowitz-Moellendorff) 文献学者。
- アドルフ・ヴィンダウス (Adolf Windaus) 化学者。1928年ノーベル化学賞受賞者。
- フリードリヒ・ヴェーラー (Friedrich Wöhler) 化学者。

Y
- トマス・ヤング (Thomas Young) 医師。後に物理学に転じ、物理学者となった。

Z
- エルンスト・ツェルメロ (Ernst Zermelo) 数学者。
- 朱徳 (Zhu De) 政治家。
- リヒャルト・ジグモンディ (Richard Zsigmondy) 化学者。1925年ノーベル化学賞受賞者。